# Kaito
Kaito (jap. 海斗, 海翔, 海人, 快斗, 凱斗) lub Kaitō (jap. 怪盗) – męskie imię japońskie.

## Możliwa pisownia
Jako męskie imię japońskie, może być zapisane na wiele sposobów, na przykład:
- Kaito: 海斗 – najpopularniejsze [海 (kai) „morze, ocean” połączone z 斗 (to) lub 翔 (to) „szybować, latać”[1]], 海翔, 海人 (”morze, ludzie”), 快斗, 凱斗
- Kaitō: 怪盗 (”złodziej fantom”)

## Znane osoby
- Kaito Yamamoto (海人), japoński piłkarz

## Fikcyjne postacie
- Kaitō Sai (怪盗) / Phantom Thief X, antagonista w mandze i anime Majin Tantei Nōgami Neuro
- Kaitō Saint Tail, bohater Kaitō Saint Tail
- Kaitō Jeanne (怪盗 ジャンヌ) / Maron Kusakabe, bohaterka mangi i anime Kamikaze kaitō Jeanne
- Kaito Dōmoto (海斗), bohater mangi i anime Mermaid Melody Pichi Pichi Pitch
- KAITO, japoński Vocaloid (syntezator głosu)